# 祖爾·奧拜恩
約瑟夫·馬田·"祖爾"·奧拜恩（英語：Joseph Martin "Joey" O'Brien，1986年2月17日—）是一名愛爾蘭足球運動員，可擔任中場或後衛，出身英超球隊保頓。

## 生平

### 球會
出生於都柏林，祖爾·奧拜恩乃於2004年於保頓開始其職業生涯，其間曾被外借到錫周三。到2005年他於5月對愛華頓時首次於英超亮相。早年司職右後衛，但在2007/08年球季，他大多數出任防守中場。2009年10月29日續約到2011年夏季。備受膝傷困擾的祖爾·奧拜恩自2008年10月後一直沒有為保頓上陣，2011年3月24日他獲再次外借到錫周三效力直到球季結束，期間上陣4場。2011年夏季祖爾·奧拜恩合約屆滿，不獲保頓續約被放棄。
2011年7月30日祖爾·奧拜恩加盟由舊上司執教剛降班英冠的韋斯咸。
他在对伯尔尼年轻人及巴塞尔的季前热身赛上发挥了重要作用，后与俱乐部签了两年合约。2011年8月7日主场败给卡迪夫城的比赛中他首次代表西汉姆联出战，在2011年8月16日4:0客场战胜沃特福德的比赛中射进了自己献给西汉姆联的首粒入球；2012年11月19日他收获了自己第一粒英超入球——这也成为西汉姆联对阵斯托克的决胜球；新年与诺维奇城的比赛中他又入一球。顺带一提，奥拜恩绿茵场上的第一粒进球是在2005年1月。2011年12月10日客场对战雷丁俱乐部时，奥拜恩第一次被罚下场。2013年1月，奥拜恩与西汉姆联将合约续签至2016年。

### 國家隊
祖爾·奧拜恩曾於2006年首次披上愛爾蘭國家隊戰衣。2012年8月3日，在8月15日对塞尔维亚的友谊赛前，奥拜恩替代受伤的圣莱杰受到了国家队的召集。这是他时隔四年在一系列伤病之后的再一次入选国家队。

## 外部連結
- 足球数据库：祖爾·奧拜恩的球员统计数据